# ダブリン統監
ダブリン統監（ダブリンとうかん、英語: Lord Lieutenant of Dublin）は、イギリスの官職。統監の1つで、ダブリン県を担当する。1831年首席治安判事（アイルランド）法（Custos Rotulorum (Ireland) Act 1831）により、Governor職を置き換える形で設立され、ダブリン首席治安判事も兼任する。1922年に建国したアイルランド自由国では統監が任命されなくなったが、法律自体は残り、1983年制定法整理法で正式に廃止された。

## 一覧
- 1831年10月7日 – 1851年3月15日：第10代ミーズ伯爵ジョン・ブラバゾン[3]
- 1851年4月7日 – 1874年2月4日：第3代ハウス伯爵トマス・セント・ローレンス[3]
- 1874年3月9日 – 1892年8月11日：第4代マンク子爵チャールズ・マンク[3]
- 1892年8月11日 – 1898年3月6日：イオン・トラント・ハミルトン（英語版）（のち初代ホームパトリック男爵）[3]
- 1898年5月12日 – 1922年：第13代ミーズ伯爵レジナルド・ブラバゾン（英語版）[3]